# 訃報 1978年7月
訃報 1978年7月（ふほう 1978ねん7がつ）では、1978年（昭和53年）7月中に物故した、又は物故が報じられた人物についてまとめる。

## （1日 - 15日）

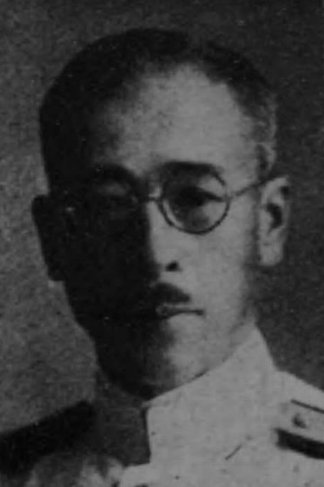
向山均／7月5日没

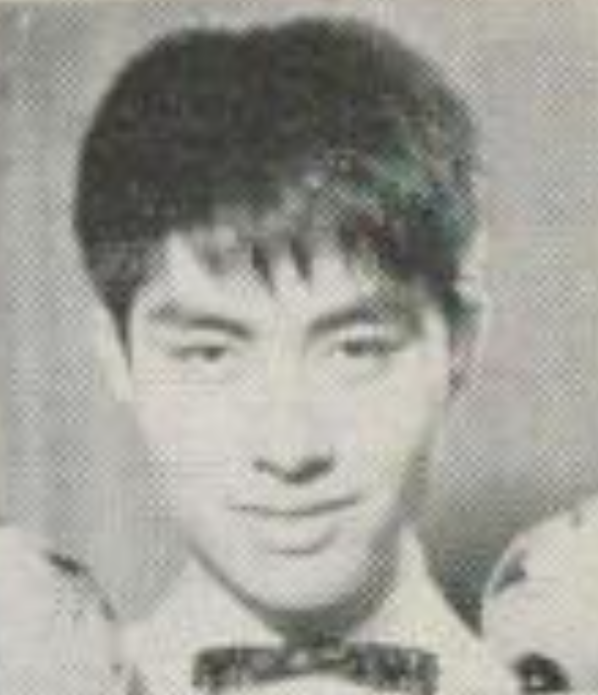
水原弘／7月5日没

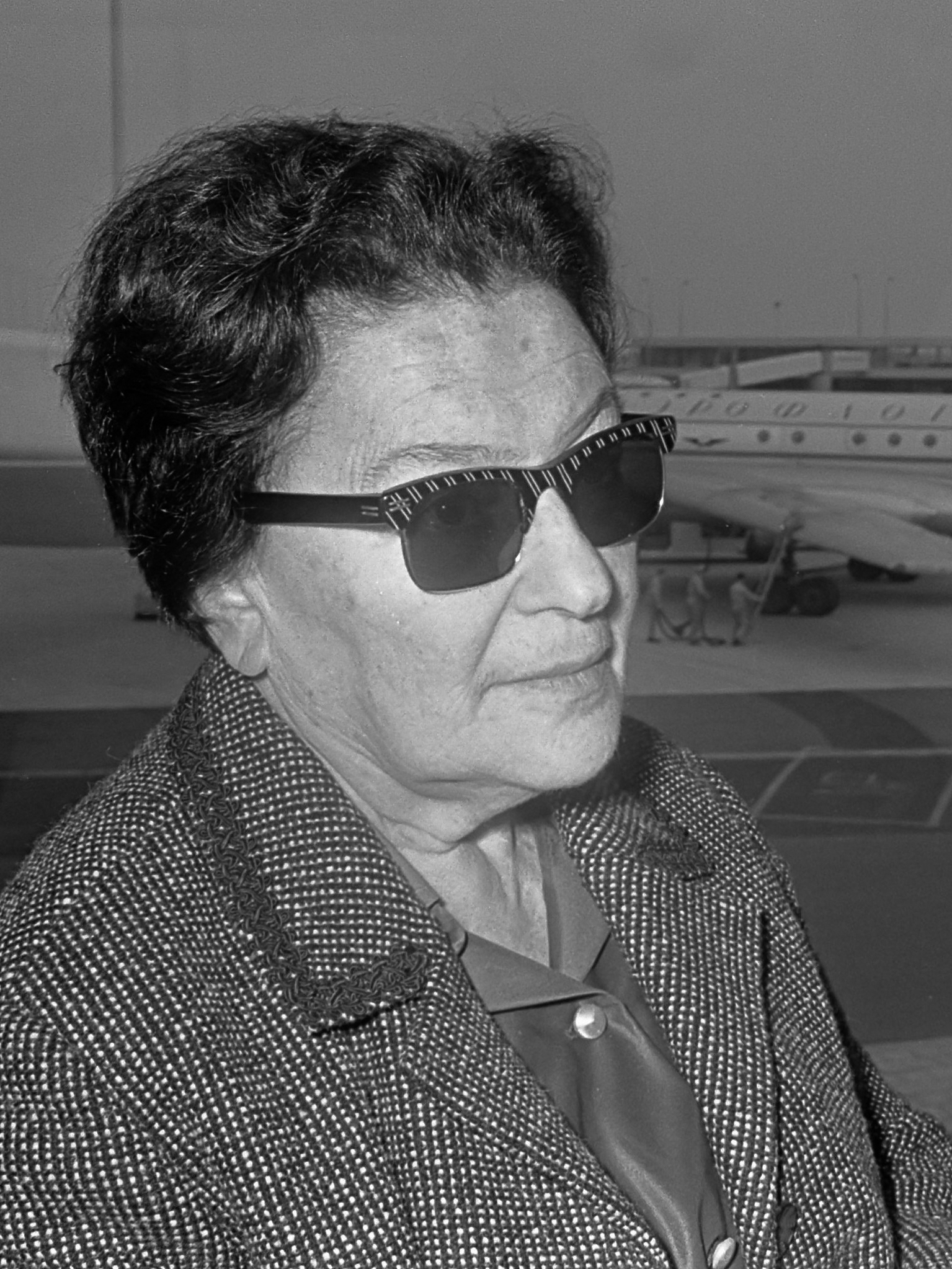
マリヤ・グリンベルク／7月14日没

- 7月5日 - 向山均、海軍軍人・政治家・華族（* 1891年）
- 7月5日 - 水原弘、歌手（* 1935年）
- 7月6日 - 長屋茂、政治家・海軍軍人（* 1899年）
- 7月8日 - 名和統一、経済学者（* 1906年）
- 7月9日 - 岡村二一、新聞記者・ジャーナリスト（* 1901年）
- 7月9日 - 青山道夫、民法学者・家族法の権威（* 1902年）
- 7月10日 - 荒木俊馬、天文学者・物理学者（* 1897年）
- 7月11日 - 松林久吉、医師・医学博士・寄生虫学者（* 1907年）
- 7月13日 - 北田正元、外交官・初代駐アフガニスタン公使（* 1888年）
- 7月13日 - 畠山麦、俳優（* 1944年）
- 7月14日 - マリヤ・グリンベルク、ピアニスト（* 1908年）

## （16日 - 31日）

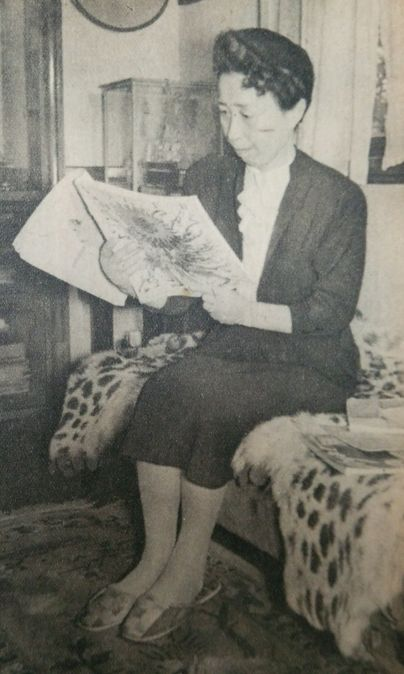
杉野芳子／7月25日没

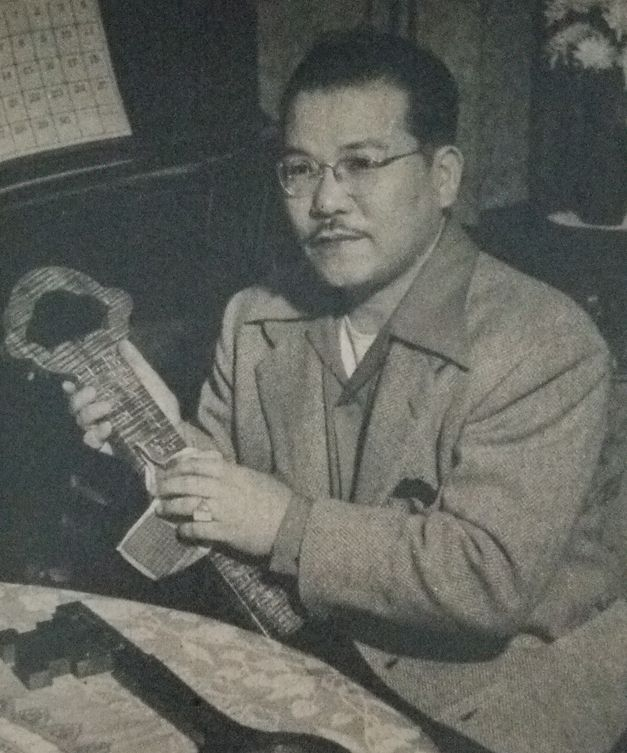
古賀政男／7月25日没

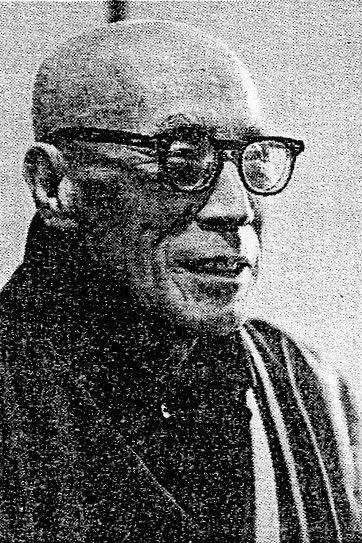
渡辺善太／7月26日没

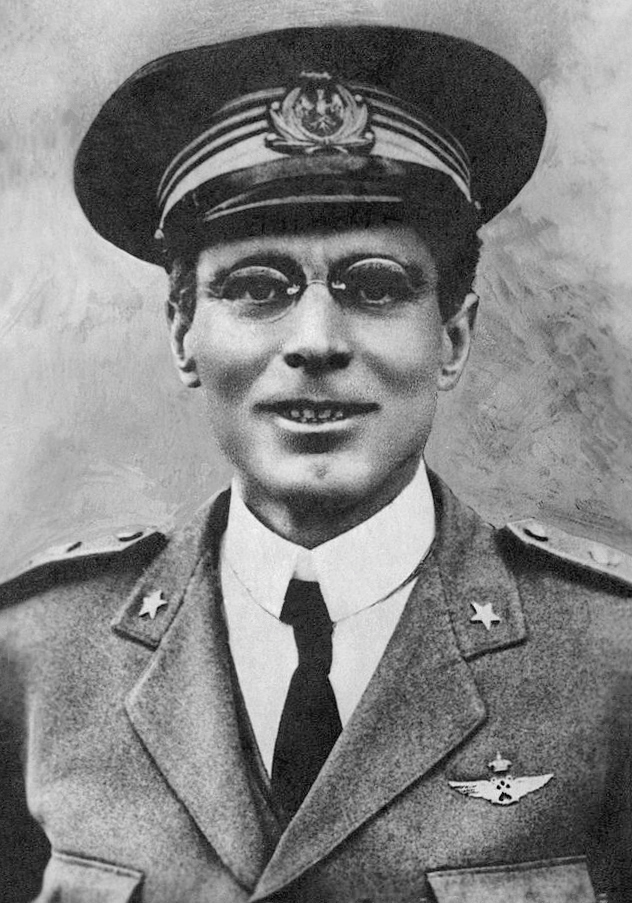
ウンベルト・ノビレ／7月30日没

- 7月16日 - 中島武市、実業家・政治家（* 1897年）
- 7月18日 - 三上千代、ハンセン病患者に尽くした看護婦（* 1891年）
- 7月20日 - 岡藤五郎、古生物学者（* 1924年）
- 7月21日 - ゼンジー中村、手品師（* 1929年）
- 7月24日 - 杉野芳子、ファッションデザイナー・教育者（* 1892年）
- 7月25日 - 古賀政男、作曲家（* 1904年）
- 7月26日 - 渡辺善太、伝道者・聖書学者・神学者・説教家（* 1885年）
- 7月27日 - 持田栄一、教育学者（* 1925年）
- 7月27日 - 石田礼助、実業家・第5代国鉄総裁（* 1886年）
- 7月30日 - ウンベルト・ノビレ、探検家（* 1885年）
- 7月31日 - 小比類巻富雄、政治家（* 1911年）